# Институт водных проблем Севера
Институт водных проблем Севера Карельского научного центра РАН (ИВПС КарНЦ РАН) — Федеральное государственное бюджетное учреждение науки Карельского научного центра Российской академии наук, расположен в городе Петрозаводске.

## История
Отдел водных проблем Карело-Финской научно-исследовательской базы Академии наук СССР был создан в январе 1946 года под руководством гидроэнергетика С. В. Григорьева. В 1949 году научно-исследовательская база была преобразована в Карело-Финский филиал АН СССР, который был упразднён в 1963 году, а в 1967 году вновь восстановлен. В разные годы отдел водных проблем возглавляли И. М. Нестеренко и В. А. Фрейдлинг.
В 1991 году отдел водных проблем Карельского филиала АН СССР получил статус института с современным названием. Первым директором института был назначен заведующий отделом водных проблем д.г.н. Н. Н. Филатов.

## Научные направления
Основными направлениями исследований согласно Уставу института являются:
оценка состояния водных ресурсов и водно-экологического потенциала территории и развитие научных основ управления водными ресурсами Европейского Севера России, включая их охрану, использование и восстановление;
выявление фундаментальных закономерностей функционирования озерно-речных систем и их изменчивости под влиянием природных и антропогенных факторов;
научное совершенствование методов управления водными ресурсами и прогнозирования их изменений;
анализ устойчивости водных объектов к антропогенным воздействиям (целлюлозно-бумажной, металлургической и горнодобывающей промышленности, лесных вырубок, сельскохозяйственной и лесной мелиорации, нефтяных и газовых промыслов) в условиях Европейского Севера России.
В составе ИВПС КарНЦ РАН пять лабораторий (географии и гидрологии, гидрофизики, гидробиологии, гидрохимии и гидрогеологии, палеолимнологии), всего около 70 сотрудников. Имеется научно-исследовательское судно (НИС) «Эколог» 1988 года постройки, полевая база на озере Вендюрское.

## Директоры института
- Николай Николаевич Филатов — (1991—2013)
- Дмитрий Александрович Субетто — (2013—2018)[7]
- Николай Николаевич Филатов — (2018—2020)
- Назарова, Лариса Евгеньевна (и. о.) — c 2021 года